# Unteralba
Unteralba (Rhöner Platt: Öngerall) ist ein Ortsteil der Gemeinde Dermbach im Wartburgkreis in Thüringen. Auf dem Ortsschild hat es die Bezeichnung  Weltmeisterdorf Unteralba.

## Lage, Allgemeines
Unteralba liegt im südwestlichen Teil des Wartburgkreises auf etwa 365m-400m ü. NN. Der Ort liegt am Fuße des 714 m hohen Baiers und hat 860 Einwohner. Ober- und Unteralba liegen an einer alten Nord-Süd-Verbindung die vom Wiesenthaler Pass kommend, zum Emberg emporstrebt und dann weiter in Richtung Geisa führt.
Im Gegensatz zu Oberalba, das direkt unterhalb der Quelle der Alba angesiedelt ist, liegt Unteralba etwa 1 km weiter bachabwärts, woraus sich auch der Name („an der unteren Alba“) ableiten lässt. Die Alba, im Mittelalter noch als „Albaha“ bezeichnet, mündet dann nach weiteren 3,5 km in den Fluss Felda nahe der Siedlung Hartschwinden.

## Straßen
- Karlstraße
- Hinter der Lücke
- Kirchweg
- Friedhofstraße
- Schmiedestraße
- Oberalbaer Straße
- Backhausstraße
- Alexanderstraße
- Mühlenstraße
- Burgstraße
- Holdenburgstraße
- Lindigstraße
- Schmelzertor
- Altenhofstraße

## Geschichte
Der Ort wurde 1183 erstmals urkundlich als „Albaha“ erwähnt, 1325 sind die beiden Orte „Alba und Alba“ historisch bezeugt. Der dicht bei Dermbach befindliche Ort Unteralba war im Mittelalter ein Bauerndorf, die Bewohner waren zunächst nach Dermbach eingepfarrt und eingeschult.
Als Folge der Rekatholisierungsbemühungen der Fuldaer Fürstäbte im oberen Feldatal zu Beginn des 18. Jahrhunderts kam es zu Spannungen um die konfessionelle Zugehörigkeit der einzelnen Orte im Amt Fischberg. Im Jahre 1708 wurde die evangelische Kirche zu Unteralba geweiht. Sie ist ein schlichter Steinbau im Stil des Barock. Das Portal an der Westseite bildet den fast einzigen Schmuck. Im Ort befindet sich eine noch in Teilen erhaltene Mühle am Ende der Mühlstraße.
Für die Gefallenen des Ersten Weltkrieges wurde gegenüber dem Dorffriedhof ein Gefallenendenkmal errichtet. Unteralba erhielt noch vor dem Ersten Weltkrieg eine eigene Schule errichtet.
Die wirtschaftlich benachteiligte Region im Zentrum der Thüringischen Rhön sollte nach der nationalsozialistischen Machtergreifung durch propagandistisch aufgewertete Infrastrukturbauten und Arbeitsbeschaffungsmaßnahmen unterstützt werden. In der Nähe des Ortes wurde das Gästehaus auf dem Katzenstein (bei Brunnhartshausen) und die neue Schnitzschule in Empfertshausen erbaut, bei Unteralba und an anderen Orten der Rhön sollten einige Neubauernhöfe entstehen. Im Jahr 1955 lebten im Ort 862 Einwohner.
Nach dem Ersten Weltkrieg übersiedelte der Mainzer Lyriker Hans Teske, ein naturverbundener und von der Kriegserlebnissen traumatisierter junger Mann, mit seiner Frau Nana Teske (eine Bildhauerin) und drei Kleinkindern nach Unteralba. Auf der am Südhang des Baier erworbenen kleinen Parzelle mit einer Quelle wurde von ihm mit eigenen Händen das Haus „Sonnenhof“ erbaut, das kleine Haus diente den Künstlern als Arbeitsplatz und Fluchtpunkt, denn er hatte den Kontakt zu seinen Mitmenschen auf ein Mindestmaß eingeschränkt. Teske wurde bis zu seinem frühen Tod im Jahr 1934 durch zahlreiche Beiträge in Heimatkalendern und Tageszeitungen der Rhön eine lokale Bekanntheit. In der Nachbarschaft des Sonnenhofes entstand später eine Kleingartenanlage mit Wochenendhäusern.

## Sagen über Unteralba
*491.Das Schloß am Beyer (aus dem Buch: Ch.Ludw.Wucke, Sagen der mittleren Werra, der angrenzenden Abhänge des Thüringer Waldes, der Vorder- und der Hohen Rhön, (…), Verlag H.Kahle, Eisenach, 1891)
Zwischen dem "Hollerborn" und dem "Goldborn", dicht unter der Beyerskuppe, soll auf einer sanften, mit Buchen und Ahorn bewachsenen Erhöhung ein Schloß gestanden haben, von dem jedoch keine Spur mehr vorhanden.
Doch vermutet man noch einen Keller an jener Stelle, weil der Boden hohl unter den Füßen klingt. In einem Grenzstreit zwischen dem Grafen von Henneberg und Ludwig von Boyneburg und Lengsfeld geschieht dieses Schlosses um 1535 bis 1540 Erwähnung. Otto Schmidt, Schultheiß zu Urnshausen, einer der Zeugen in diesem Streite, sagte, er habe vielfach von alten Leuten vernommen, der Beyer gehöre zum Amte Fischberg. Es habe daselbst vor langem ein Schloß gestanden, und wenn die Besitzer desselben zu Pferde nach der Kirche "wannern" und ihre Frauen und Jungfrauen absitzen und ruhen wollten, so sei dies geschehen bei Niederalba "auf dem langen Steine" unweit der jetzt noch stehenden Kapelle zu Ehren St. Nikolaus, die dieser Ritter erbaut, und zwar früher, wo die Kirche zu Dermbach gewesen. So stünde auch unter dem Vesperbilde "Unserer lieben Frauen" ein steinerner Sarg, darin lägen noch die Gebeine von zwei Fräulein von dem Schlosse auf dem Beyer. (Dieselbe Sage erzählte 1854 ein 78-jähriger Greis aus Lengers (Lenders)).- Die erwähnte Kapelle ist gleichfalls längst verschwunden.

## Kirmes
Im Dorf gibt es mehrere Vereine, die das kulturelle Leben des Ortes wesentlich mitgestalten. Meist im September findet als kultureller Höhepunkt des Jahres die Kirmes statt. Diese wird zum Gedenken an die Weihung der Kirche gefeiert.

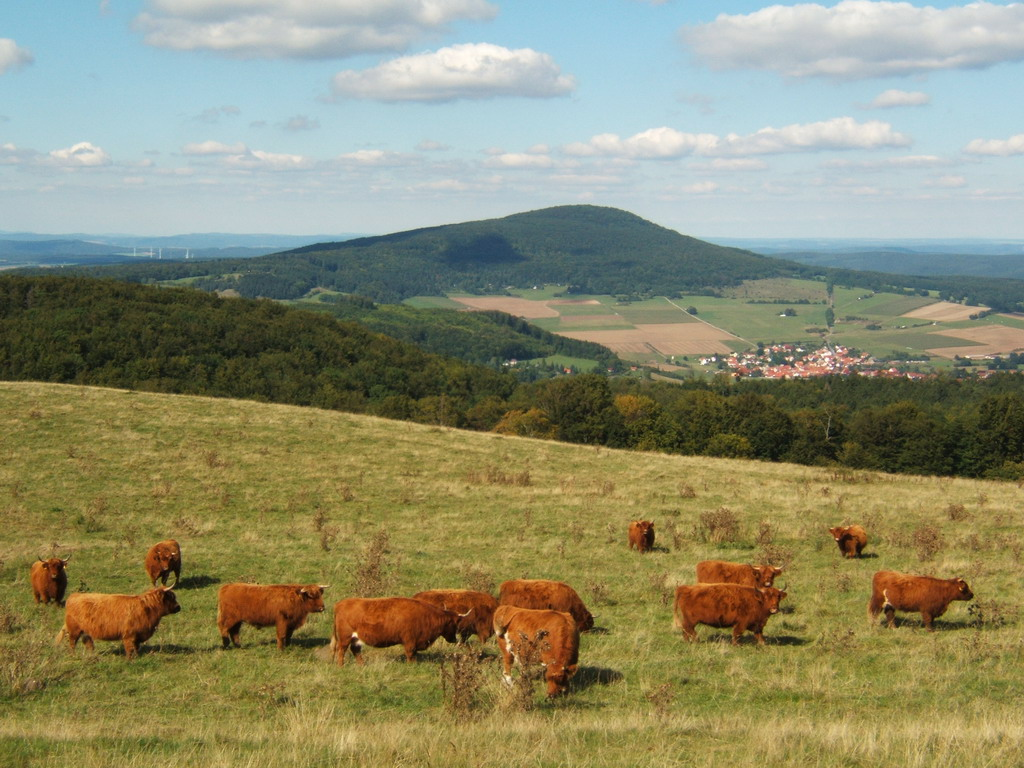
Blick vom Gläserberg auf den Ort